# Erik Skovgaard Knudsen
Erik Skovgaard Knudsen (født 1981) er en dansk tidligere landsholdsrytter, der er verdensmester i mountainbike-orientering (MTBO).
Han har også fem gange vundet europamesterskabet (EM) i MTBO.
Erik Skovgaard Knudsen har desuden to gange vundet Det Internationale Orienteringsforbunds samlede World Cup i MTBO for mænd.
Herudover har Erik Skovgaard Knudsen vundet tre danske mesterskaber (DM) i MTBO. Erik Skovgaard Knudsen har tidligere kørt MTBO for Faaborg OK, i 2013 kørte han for OK Pan Aarhus.
Erik Skovgaard Knudsen har også kørt mountainbike.
I 2014 vandt han et 700 km. offroad løb i Norge.

## Resultater i MTBO

### VM
Erik Skovgaard Knudsen vandt som afsluttende rytter guld ved verdensmesterskabet (VM) i Italien (2011) på herre-stafetten sammen med Bjarke Refslund og Lasse Brun Pedersen. Herudover vandt han sølv på langdistancen og bronze på sprintdistancen.
Ved VM i Portugal (2010) vandt Erik Skovgaard Knudsen en individuel bronzemedalje på langdistancen samt sølv som anden-rytter på herre-stafetten sammen med Bjarke Refslund og Lasse Brun Pedersen.

### EM
Erik Skovgaard Knudsen har vundet EM-titlen fem gange og har herudover vundet to EM-medaljer fordelt på tre europamesterskaber.
Erik Skovgaard Knudsen lavede et hattrick ved EM i Rusland i 2011, idet han vandt guld på de tre individuelle distancer: Lang, Mellem og Sprint.
Ved EM i Danmark (2009) vandt Erik Skovgaard Knudsen tre medaljer: guld på mellemdistancen, sølv på langdistancen og bronze på sprintdistancen. Mens han ved EM i Lithauen (2008) vandt guld som anden-rytter på herre-stafetten sammen med Allan Jensen og Lasse Brun Pedersen.

### World Cup
Erik Skovgaard Knudsen har i både 2010 og 2011 vundet Det Internationale Orienteringsforbunds samlede World Cup i MTBO for mænd. I 2010 indgik de syv bedste resultater fra ti World Cup-løb afholdt i fire lande, mens det i 2011 var de syv bedste resultater ud af 11 løb, der også var afholdt i fire lande.
Erik Skovgaard Knudsen har i alt vundet fire World Cup-sejre: I 2010 vandt han den første World Cup-sejr, det var på sprintdistancen i Italien. I Ungarn i 2011 vandt han guld på både sprintdistancen og på massestarten. Disse guldmedaljer fulgte han op med endnu en World Cup-sejr på langdistancen i Sverige (2011).
Oversigt over World Cup-sejre
| Nr. | Dato               | Sted             | Distance   |
| --- | ------------------ | ---------------- | ---------- |
| 1.  | 18. september 2010 | Italien, Teolo   | Sprint     |
| 2.  | 15. april 2011     | Ungarn, Tapolca  | Sprint     |
| 3.  | 17. april 2011     | Ungarn, Tapolca  | Massestart |
| 4.  | 19. juni 2011      | Sverige, Dalarna | Lang       |

### DM
Erik Skovgaard Knudsen har i perioden 2007-2013 vundet fem medaljer ved danmarksmesterskabet (DM) i MTBO, de tre var af guld.
I 2009, 2010 og 2011 vandt Erik Skovgaard Knudsen DM-titlen på lang-distancen i MTBO, mens han vandt sølv på langdistancen i 2007 og 2013.
Medaljeoversigt ved danske mesterskaber
2013
- Sølv, Lang (Svinkløv)

2011
- Guld, Lang (Gribskov Søskoven og Mårum)

2010
- Guld, Lang (Silkeborg)

2009
- Guld, Lang (Blåbjerg Plantage)

2007
- Sølv, Lang (Rold skov)

## Resultater i MTB
I 2014 vandt Erik Skovgaard Knudsen sammen med Per Thomsen fra Team Craft/Racing Viking det 700 km lange MTB-løb ’Offroad Finnmark’ i Norge.

## Andre udmærkelser
Erik Skovgaard Knudsen er to gange blevet udnævnt til årets MTBO-rytter i Dansk Orienterings-Forbund (i 2009 og i 2011).

## References
1. 1 2  International Orienteering Federation’s Event Management Service, World MTB Orienteering Championships 2011, IOF Eventor, hentet 14. september 2022
2. 1 2  International Orienteering Federation’s Event Management Service, European MTB Orienteering Championships 2008, IOF Eventor, hentet 14. september 2022
3. 1 2  International Orienteering Federation’s Event Management Service, European MTB Orienteering Championships 2009, IOF Eventor, hentet 14. september 2022
4. 1 2  International Orienteering Federation’s Event Management Service, European MTB Orienteering Championships 2011, IOF Eventor, hentet 14. september 2022
5. 1 2  International Orienteering Federation, Biennial report 2010-2012, orienteering.org, hentet 15. september 2022
6. ↑  Dansk Orienterings-Forbund, Resultater fra Danske mesterskaber, do-f.dk, hentet 14. september 2022
7. ↑  MTB DATA, Erik Skovgaard, mtbdata.com, hentet 15. september 2022
8. 1 2  Offroad Finmark, Resultater. OF700. Resultat 2014, offroadfinmark.dk, hentet 14. september 2022
9. ↑  International Orienteering Federation’s Event Management Service, World MTB Orienteering Championships 2010, IOF Eventor, hentet 13. juni 2022
10. ↑  International Orienteering Federation, MTBO statistics Erik Knudsen Skovgaard, orienteering.sport, hentet 14. september 2022
11. ↑  International Orienteering Federation’s Event Management Service, MTB Orienteering World Cup 2010 Round 4 (Events 11-13), IOF Eventor, hentet 23. september 2022
12. ↑  International Orienteering Federation’s Event Management Service, MTB Orienteering World Cup 2011 Round 1 (Events 1-3), IOF Eventor, hentet 23. september 2022
13. ↑  International Orienteering Federation’s Event Management Service, Official results for World Cup Event 5, IOF Eventor, hentet 23. september 2022
14. ↑  Dansk Orienterings-Forbund, MTBO - Lang (Blåbjerg Plantage). Download, do-f.dk, hentet 14. september 2022
15. ↑  Dansk Orienterings-Forbund, MTBO - Lang (Silkeborg). Download, do-f.dk, hentet 14. september 2022
16. ↑  Dansk Orienterings-Forbund, MTBO - Lang (Gribskov Søskoven og Mårum). Download, do-f.dk, hentet 14. september 2022
17. ↑  Dansk Orienterings-Forbund, MTBO - Lang (Rold skov). Download, do-f.dk, hentet 14. september 2022
18. ↑  Dansk Orienterings-Forbund, Lang (Svinkløv (MTBO)). Download, do-f.dk, hentet 14. september 2022
19. ↑  Nordjyske, Aaborgenser vandt hårdt løb, nordjyske.dk, hentet 14. september 2022
20. ↑  Dansk Orienterings-Forbund, Årets MTBO rytter (PDF), do-f.dk, hentet 19. september 2023